# Gérard de Lunel
Gérard de Lunel (en italien : Girio), né vers 1274 à Lunel en France et mort vers 1298 à Monte Santo (aujourd'hui Potenza Picena) près d'Ancône en Italie, était un pénitent du Tiers-Ordre franciscain et un ermite. Il tomba subitement malade alors qu'il était en pèlerinage en Italie en compagnie de son frère, et en route pour la Terre sainte.

## Hagiographie

### Comte, pénitent et ermite
Gérard est issu de familles de noblesse régionale, seigneurs de Castelnaud, issu de la maison de Sabran, et branche des Gaucelm. De Raymond-Gaucelin de Gaucelm, son grand-père maternel, il reçoit la moitié de la baronnie de Lunel, qui comprend 15 villages. Déjà en 1019, un Gaucelm avait signé l’acte de fondation d’une abbaye de femmes à Saint-Geniès-des-Mourgues. D'abord administrée par son père — le futur saint étant encore mineur — lorsque Philippe le Bel souhaite posséder un port en Méditerranée, il prend le contrôle de Lunel en échange du comté de Rochefort-du-Gard, également situé en Languedoc, mais dans le diocèse d'Avignon et non de Maguelone (Montpellier). Gérard devient ainsi comte de Rochefort et s'y établit.

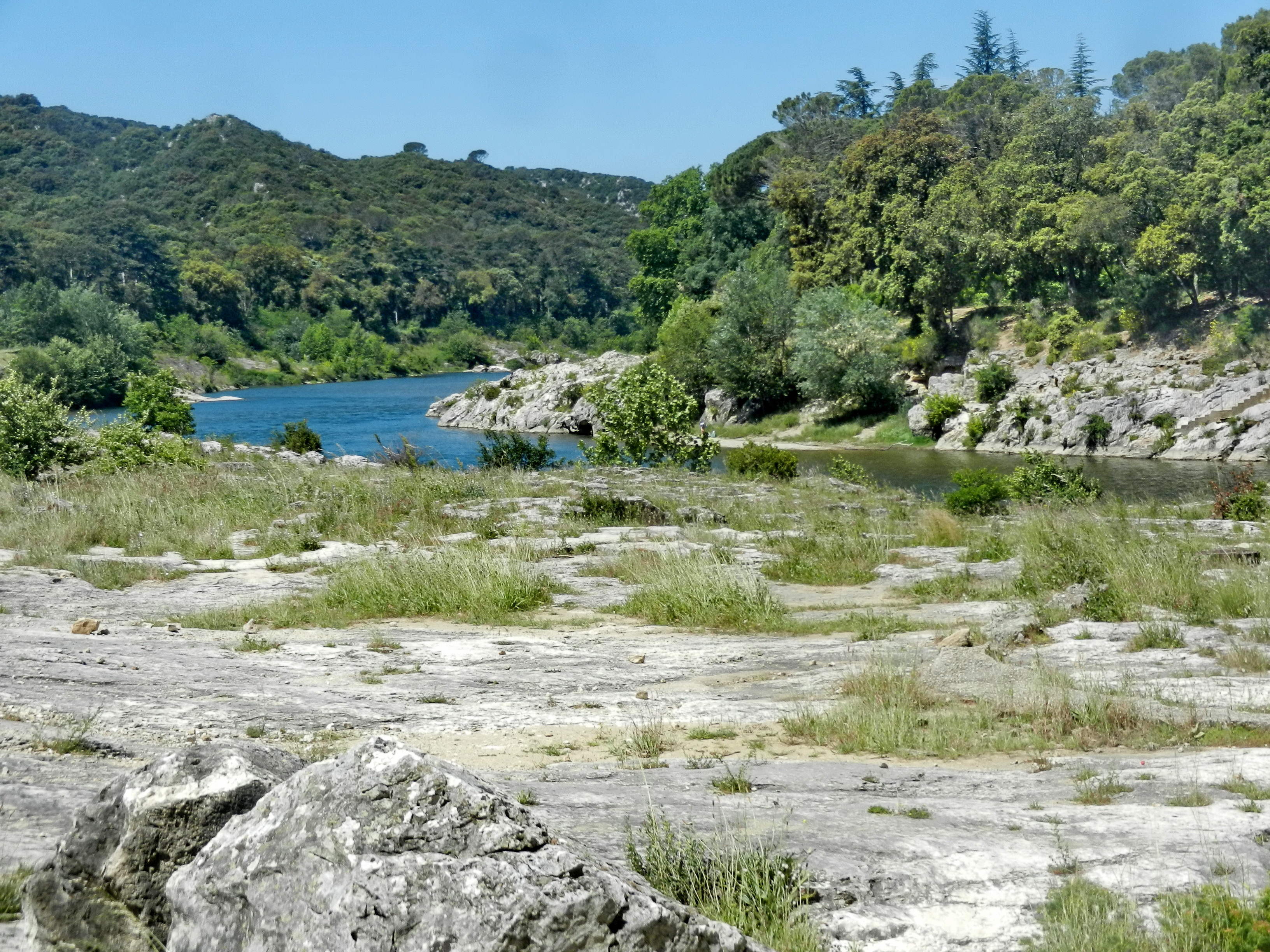
Paysage non loin de la grotte de la Balauzière et du pont du Gard, lieu de retraite de saint Gérard et de son frère.

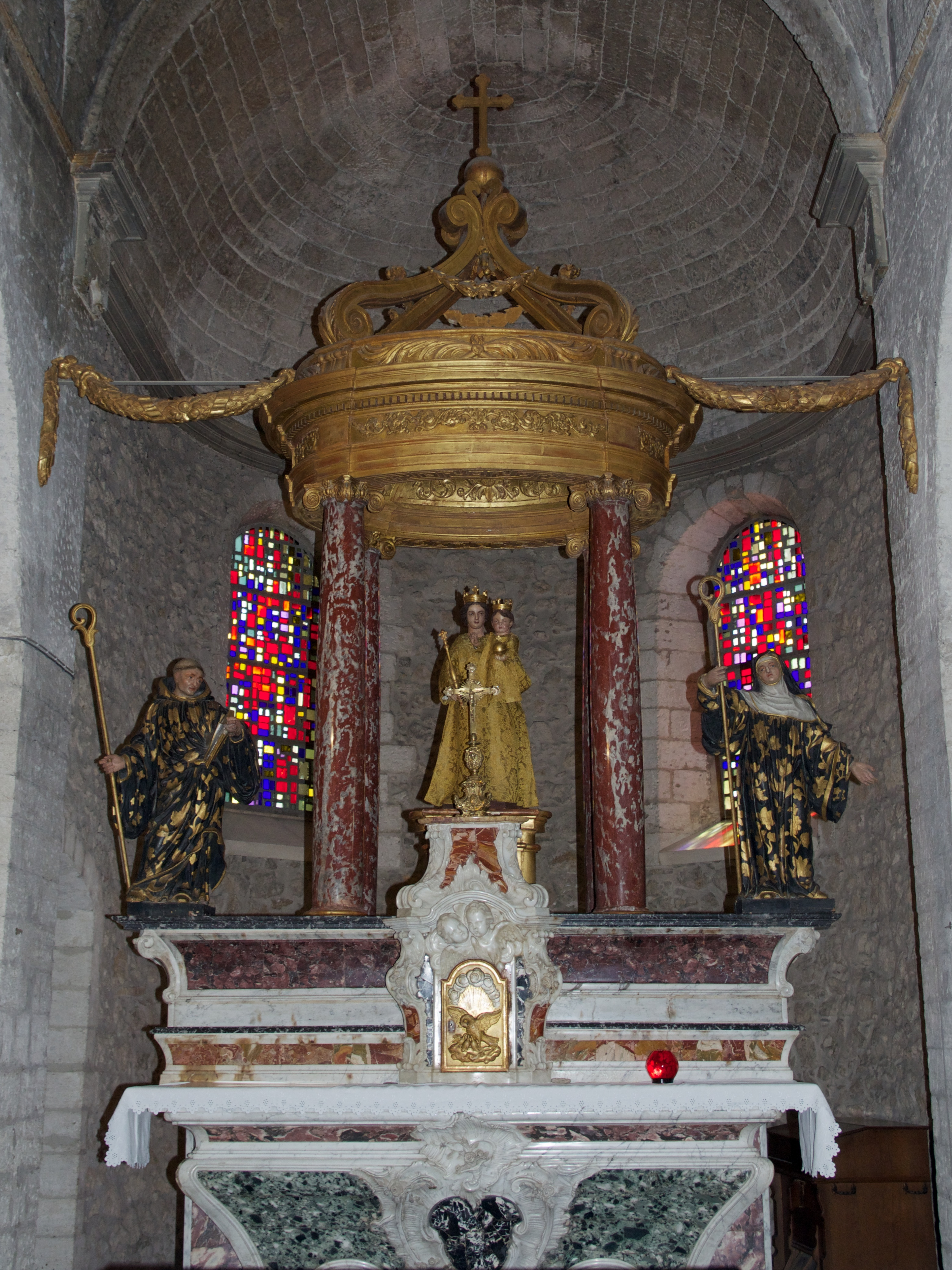
Autel de l'église du sanctuaire de Notre-Dame de Grâce à Rochefort-du-Gard.

D'autre part, déjà très pieux dès l'enfance, il est reçu à 6 ans à la Confrérie des Pénitents blancs, établie par saint François d'Assise lui-même lors de son passage à Lunel en 1214. Dans la continuité, à son titre, sa place et ses avantages de noble, Gérard reste à préférer la solitude en relation à Dieu, la chasteté, l'aumône et la prière qu'il voue, entre autres, à la Vierge au sanctuaire de Notre-Dame-de-Grâce réputé pour ses miracles. C'est ainsi que vers la vingtaine, il souhaite vivre en ermite. Il demande alors à son frère Effrénaud de l'accompagner, et ils partent s'installer dans deux grottes à proximité du pont du Gard. Selon Adolphe-Auguste Roüet, prêtre du diocèse de Montpellier, ordonné en 1849, celle de Gérard serait la Balauzière. Ils restent à vivre ainsi ne quittant leurs ermitages que pour trouver leur pain de porte en porte et pour assister à la messe.

### Miracle
Selon la légende, alors que des pluies torrentielles faisaient gonfler la rivière au point que les deux frères étaient coincés dans leurs grottes et risquaient donc de mourir de faim, ils sont sauvés par deux serpents tenant dans leurs gueules des morceaux de pain. Quand la pluie cesse enfin, Gérard et son frère se rendent au sanctuaire de Notre-Dame-de-Grâce pour la remercier, et communient avec ferveur. L'annonce du miracle se faisant connaître, de nombreuses personnes se rendent auprès d'eux, recevant faveurs et grâces par l'intermédiaire de Gérard.

### Pèlerinage et mort en Italie

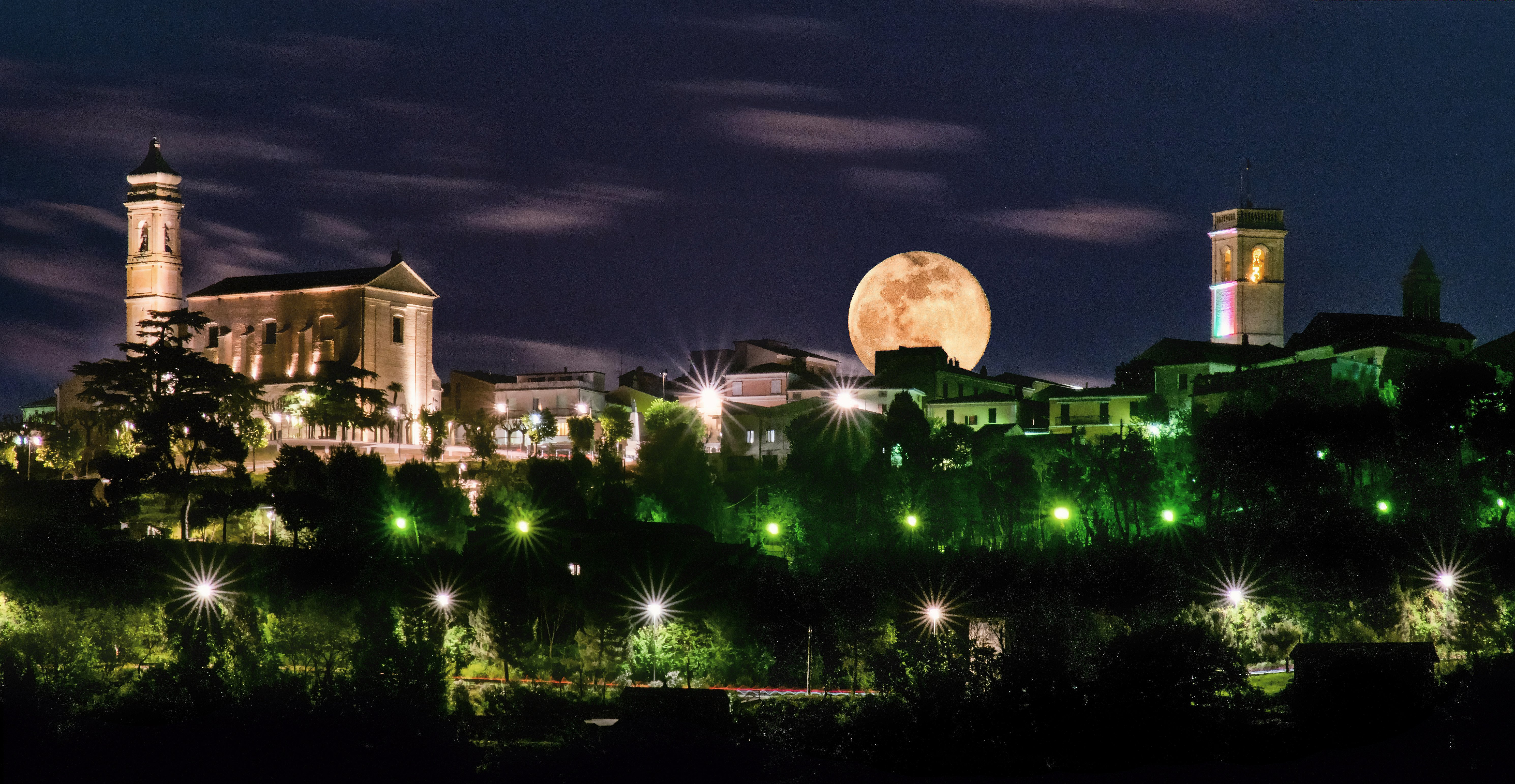
Vue nocturne de Potenza Picena, anciennement Monte Santo, où est mort saint Gérard.

Souhaitant échapper à leur réputation de sainteté se répandant et amenant de plus en plus de monde, ils décident de partir en pèlerinage à Rome et en Terre sainte. Après que Gérard ait opéré quelques miracles durant la traversée en mer, arrivés dans la ville éternelle, ils se rendent sur les tombeaux des saints Pierre et Paul, puis ils visitent l'ensemble des sanctuaires et des églises majeures. Un jour, Gérard apprend qu'à Ancône vit un saint homme nommé Liberius qui connait Jérusalem et les lieux saints de Palestine. Désireux de lui rendre visite, les deux frères font le trajet, mais avant d'arriver à destination Gérard est soudain pris d'une douleur à la tête. Il s'effondre à Monte Santo (aujourd'hui Potenza Picena) à une quarantaine de kilomètres d'Ancône. Effrénaud, laissant son frère dans une chaumière, part chercher de l'aide, mais lorsqu'il revient, Gérard est mort.

## Vénération
D'après ses Actes, à la mort de Gérard de Lunel les cloches de Monte Santo s'ébranlèrent d'elles-mêmes et sonnèrent durant plusieurs heures. S'ensuivirent des miracles auprès de sa tombe. À son emplacement fut élevée une église en 1298, dans laquelle furent conservées et honorées ses reliques. En 1371, le conseil communal de la ville approuva un jour de fête en son honneur, le 25 mai, jour de son trépas. Son culte s'est maintenu, et même se développa, tant et si bien qu'il fut approuvé par le pape Benoît XIV le 1er août 1742 avec le soutien de Jacques III, roi d’Angleterre. Aujourd'hui, l'Église catholique le célèbre toujours le 25 mai.
Son culte fut relancé dans le diocèse de Montpellier par l'évêque Charles-Thomas Thibault, l'abbé Berlen et le curé Farnarier, et une fête plus importante eut lieu le 8 juin 1837. À cette occasion, une médaille a été frappée à son effigie, le montrant dans une attitude méditative à l'intérieur de la grotte avec l'inscription : « Saint Gérard de Lunel priez pour nous ».